# Petre Mavrogheni
Petre Mavrogheni (n. noiembrie 1819, Iași, Moldova – d. 20 aprilie 1887, Viena, Austro-Ungaria) a fost politician, ministru în varii guverne și ministru de externe român.
Petru Mavrogheni a fost ministru de finanțe în guvernul Lascăr Catargiu din perioada 11 martie 1871 - 30 martie 1876.

## Biografie
Tatăl său a fost Petre Mavrogheni, iar mama sa Ruxandra Mavrogheni (n. Sturdza) a fost sora domnitorului Moldovei Mihail Sturza.

## Viață politică
Împreună cu Mihail Kogălniceanu, a întocmit textul actului normativ promulgat în 1856 de domnitorul Barbu Știrbei, prin care romii au fost eliberați din sclavie.